# スペースシップワン
スペースシップワン
- 用途：スペースプレーン
- 設計者：バート・ルータン
- 製造者：スケールド・コンポジッツ
- 初飛行：2003年5月20日
- 生産数：1
- 退役：2004年10月4日
- 運用状況：退役済

スペースシップワン (SpaceShipOne) は、スケールド・コンポジッツ社のTier Oneプログラムの一部として開発された有人宇宙船である。2004年6月に高度約100 kmの宇宙空間に向けた弾道飛行を成功させ、世界で初めての民間企業による有人宇宙飛行を実現した。なお、機体の開発費用は後述の賞金である1000万ドルの2.5倍かかった。

## 概要
スペースシップワンは、2004年6月21日に高度約100 km（カーマン・ライン）の宇宙空間に向けた弾道飛行を成功させ、世界で初めての民間企業による有人宇宙飛行を実現した。
さらに、2004年9月29日、10月4日には、民間宇宙船開発に対する賞金制度「Ansari X Prize」の受賞条件を最も早く達成し、賞金1000万ドルを同社は獲得した。なお、受賞条件は以下の通り。
- 宇宙空間（高度100 km以上）に到達する
- 乗員3名（操縦者1名と乗員2名分のバラスト）相当を打ち上げる
- 2週間以内に同一機体を再使用し、宇宙空間に再度到達する

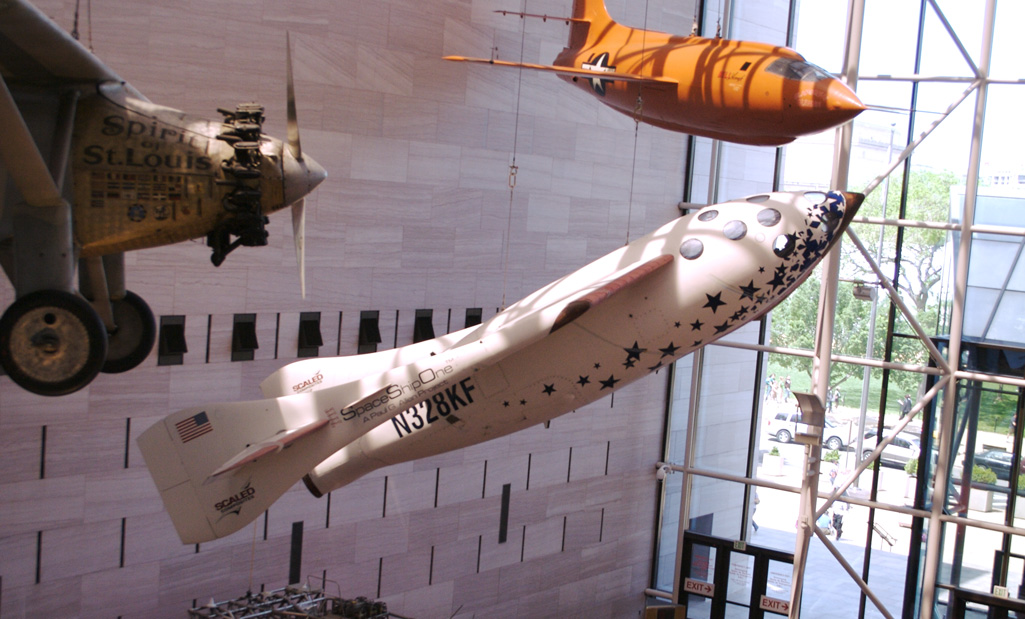
リンドバーグのスピリットオブセントルイス号や、音速突破のベル X-1 グラマラス グレニス号と並んで展示されるスペースシップワン

それまでの宇宙開発は、すべて国家戦略の一環であり、国家予算を使って行われていたものである。事実、世界初の人工衛星、初の有人宇宙飛行、初の有人月着陸、スペースシャトルや国際宇宙ステーションなど、いずれも国家の強力な主導のもとで行われ、費用は国家予算から賄われた。しかしながら、航空宇宙史を振り返ると、オットー・リリエンタールによるハンググライダーの研究、ライト兄弟による初の動力飛行や、リンドバーグの大西洋無着陸横断などの大記録は、企業または個人の資金のみで達成されたものであった。スペースシップワンが達成した成果は、これらに匹敵する成功として評価されている。史上初の民間による有人宇宙飛行の栄光をたたえて、2006年に打ち上げられたNASAの惑星探査機ニュー・ホライズンズには、スペースシップワンの機体の一部が搭載されて宇宙へと旅立っていった。
ヴァージングループに設立された宇宙旅行会社ヴァージン・ギャラクティックはスペースシップワンの成功を受け、改良型の宇宙船スペースシップツーを建造し、史上初の宇宙旅行ビジネスを開始することを発表した。当初は2007年からの商業サービス開始を目指していたが、開発は難航し、実際に有人宇宙飛行が実現したのは2018年のこととなった。

## 飛行の詳細

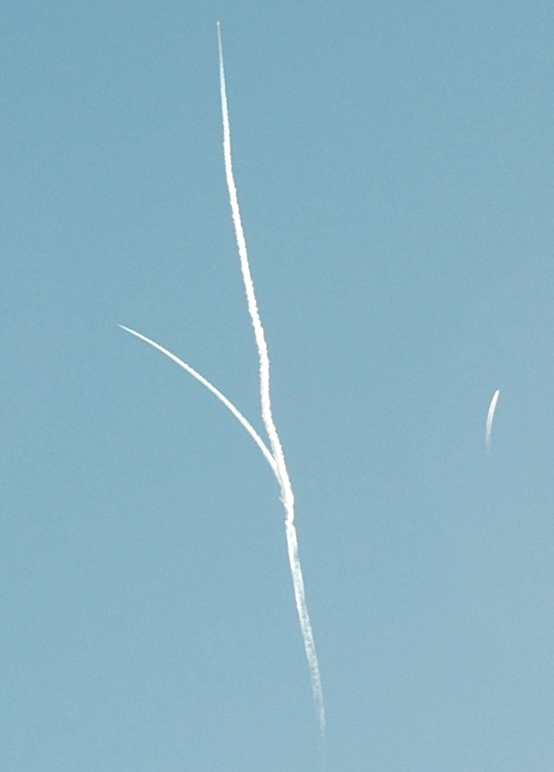
飛行するスペースシップワン (17P)

初めて高度100kmを達成した2004年6月21日の飛行15Pは次のように行われた。
カリフォルニア州モハーヴェ砂漠にある飛行場から離陸。運搬用航空機「ホワイトナイト」により吊り下げられた状態のまま、高度約15キロまで上昇後、切り離された。その後はロケットエンジンに点火し音速の3倍まで加速。ロケットの燃焼終了後は慣性で放物線を描くように弾道飛行し、ついに高度100kmへの到達を果たした。3分間余りの無重量状態での宇宙飛行を経て、大気圏に再突入。高度15キロまで降下した後は滑空により元の飛行場へ着陸した。更に16P・17Pにて2週間以内の再飛行を達成、X PRIZE受賞条件をクリアした。
このスペースシップワンの実機は、2005年よりアメリカ合衆国ワシントンD.C.の国立航空宇宙博物館で展示されている。
| 飛行番号 | 日付           | 最高速度   | 到達高度 | パイロット    | 備考            |
| -------- | -------------- | ---------- | -------- | ------------- | --------------- |
| 11P      | 2003年12月17日 | マッハ1.2  | 20.7 km  | Brian Binnie  |                 |
| 13P      | 2004年04月08日 | マッハ1.6  | 32.0 km  | Peter Siebold |                 |
| 14P      | 2004年05月13日 | マッハ2.5  | 64.4 km  | Mike Melvill  |                 |
| 15P      | 2004年06月21日 | マッハ2.9  | 100.1 km | Mike Melvill  | 初の高度100km超 |
| 16P      | 2004年09月29日 |            | 102.9 km | Mike Melvill  |                 |
| 17P      | 2004年10月04日 | マッハ3.09 | 112.0 km | Brian Binnie  | X PRIZE受賞     |

## 機体
| 乗員       | 1名（最大3名可） |
| 全長       | 5 m              |
| 翼幅       | 5 m              |
| 胴体直径   | 1.52 m           |
| 翼面積     | 15 m²            |
| 機体質量   | 1200 kg          |
| 離陸時質量 | 3600 kg          |
| 推力       | 7500 kgf (74 kN) |
| 比推力     | 250 s (2.5 km/s) |
| 燃焼時間   | 87 s             |

機体は米国の航空機開発会社、スケールド・コンポジッツ社の設計によるもので、重さ約3トン、3人乗り。ロケットエンジンは、酸化剤として液体の亜酸化窒素、推進剤として固体の合成ゴムを使用したハイブリッドロケットである。制御性に優れた液体ロケットの長所と、取り扱いが容易な固体ロケットの長所の双方を兼ね備えている（詳細についてはロケットエンジンの推進剤を参照）。高度15キロメートルまでは親機ホワイトナイトに吊り下げられて上昇することにより、大気圏を脱出するために必要な燃料の量を抑えている。
尾翼部分が回転し65°まで立てることが出来る特徴的な設計となっている。最高度からの落下時には尾翼を立てることで、降下スピードを抑え、機体の過熱を防いでいる。また、これにより落下時の機体の安定性を保つ役割も果たしている。
高度15.5キロメートルまで降下した時点で尾翼を水平に戻し、スペースシャトルのように滑空しながら基地に帰還する。
登録されている機体番号はN328KFで、これは目標高度の100 km（= 約328キロフィート）に由来する。同社によれば、N100KMという機体番号は既に取得されていたとのことである。

## ギャラリー

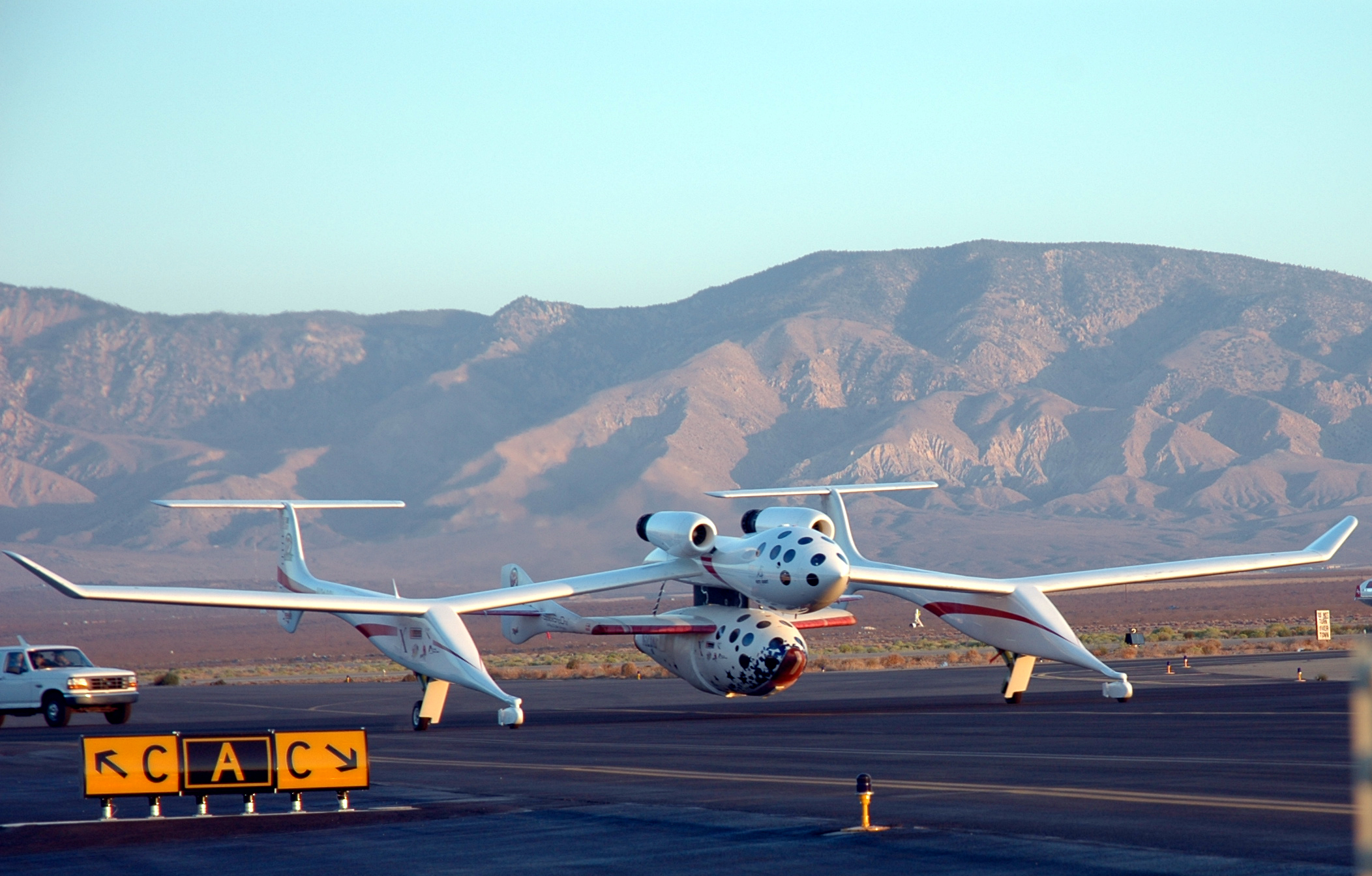
ホワイトナイトに搭載された状態のスペースシップワン
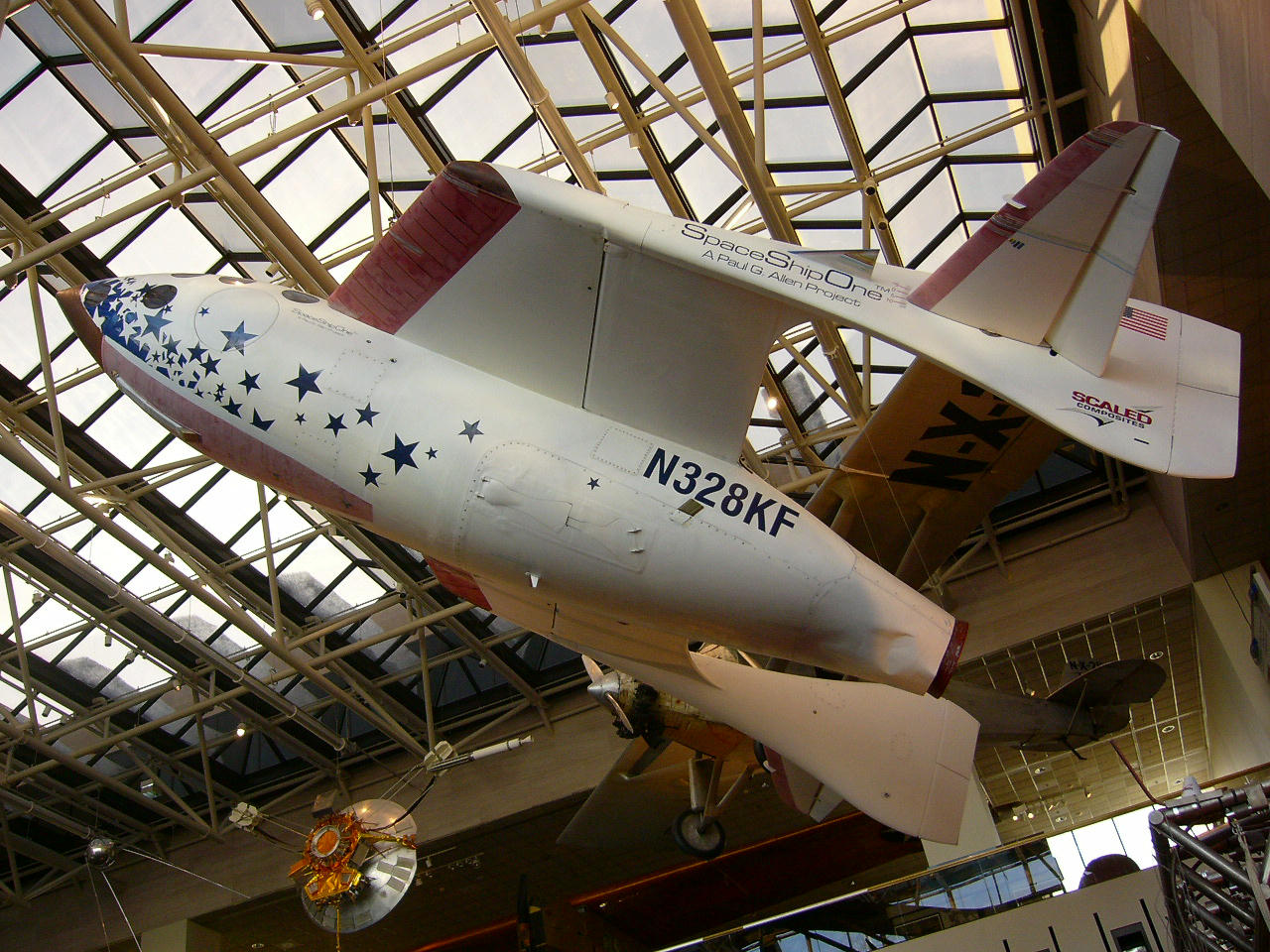
国立航空宇宙博物館に展示されるスペースシップワン
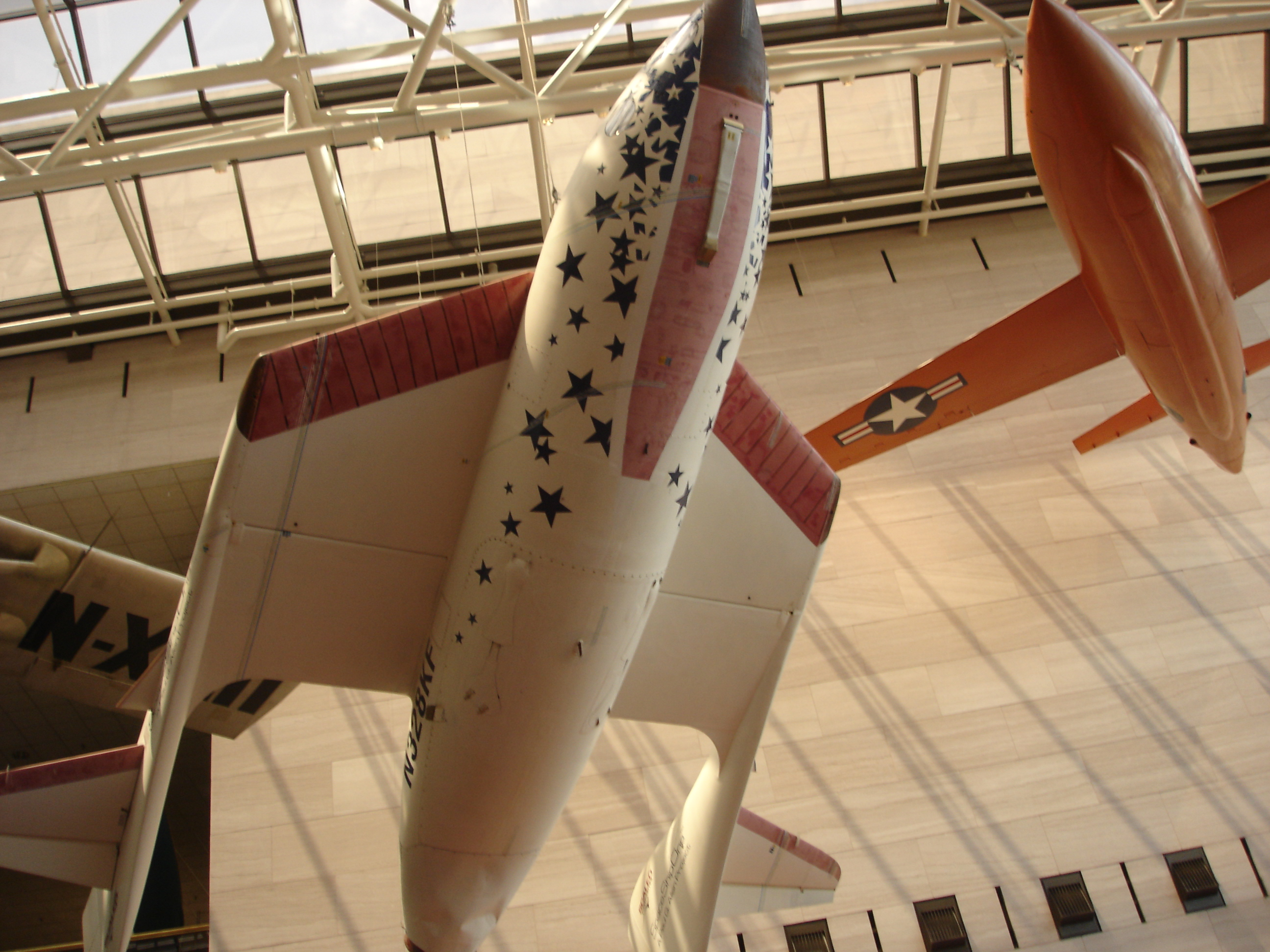
博物館のスペースシップワン（別角度）
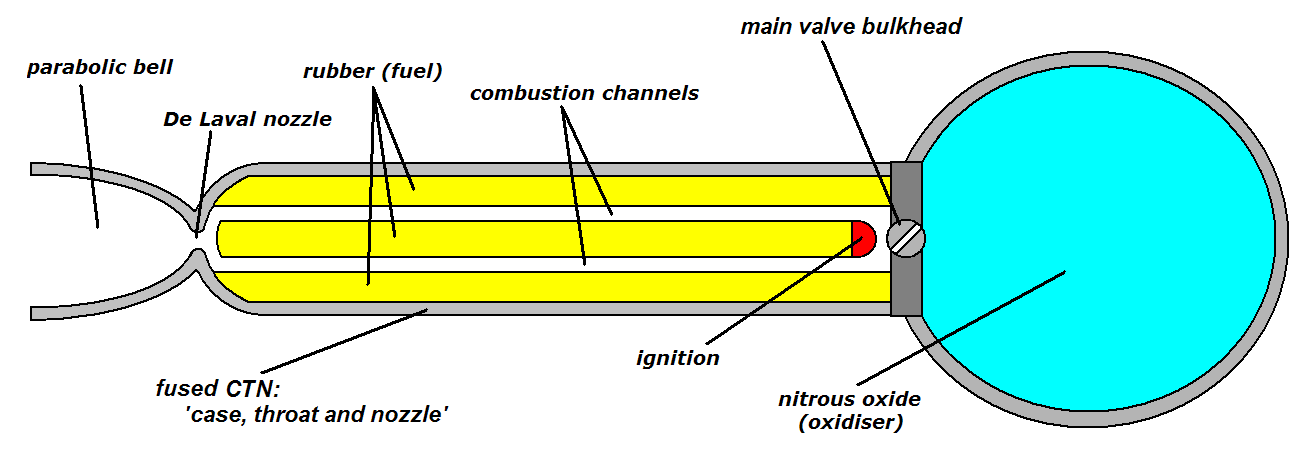
スペースシップワンのハイブリッドロケットエンジンの詳細